# 平成16年台風第22号
平成16年台風第22号（へいせい16ねんたいふうだい22ごう、アジア名：マーゴン〈Ma-on、命名国：中国香港、意味：山の名前〉）は、2004年（平成16年）10月に発生した台風。日本に大きな被害をもたらし、東日本に戦後最大級の勢力で上陸した。

## 概要

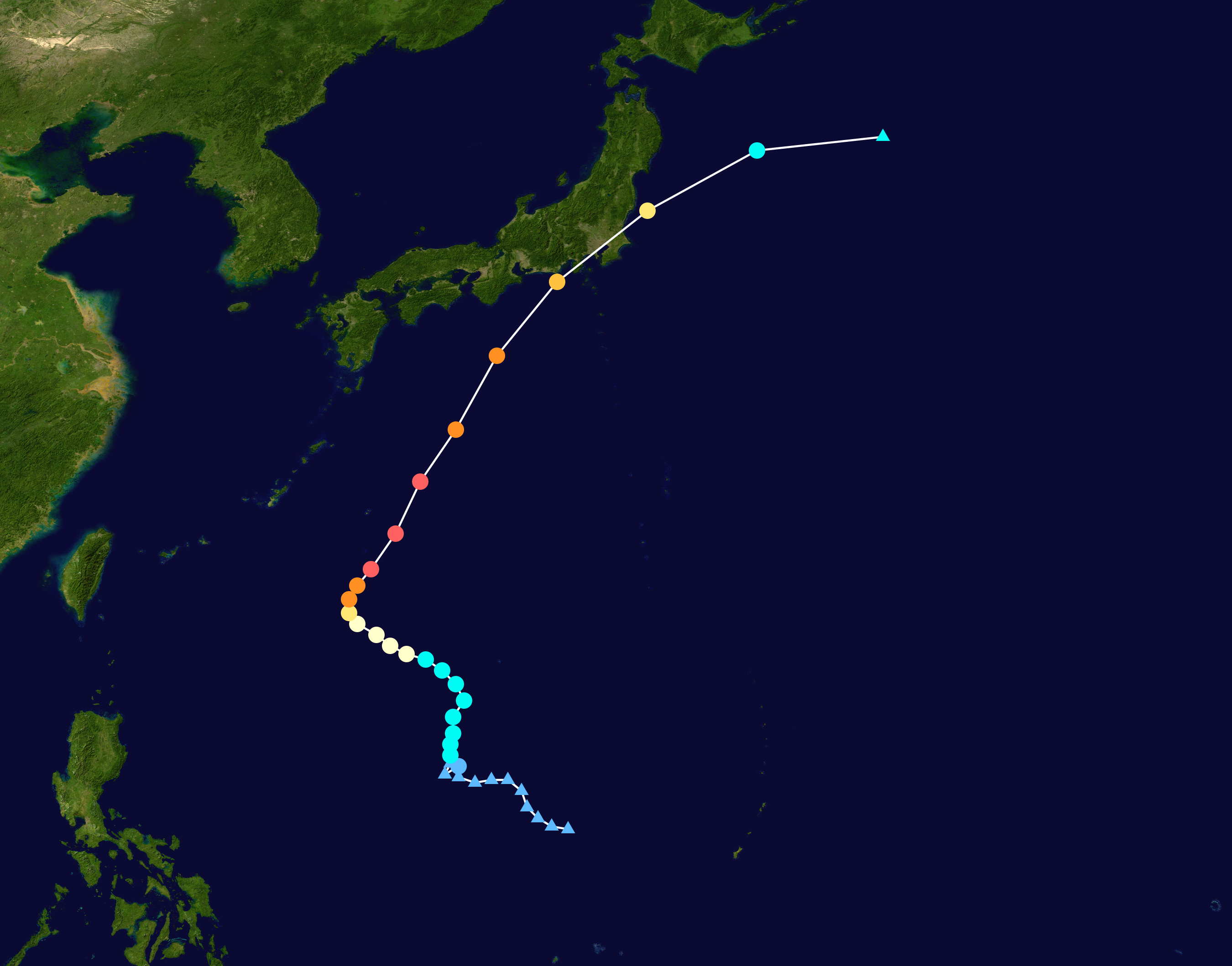
進路図

2004年10月4日15時にフィリピンの東で発生した台風第22号は最盛期に920hPa、50m/s（100ノット）まで急速に発達した。そして、その最盛期に南大東島の南東を通過。さらにスピードを上げて北上を続ける。そして、強い勢力のまま10月9日16時頃、静岡県伊豆半島付近に上陸した。17時過ぎ、神奈川県三浦半島を通過した。18時過ぎ、千葉県千葉市付近に上陸した。その後も45km/h以上のスピードで関東地方を縦断。岩手県宮古市の東で温帯低気圧に変わった。

## 被害
台風第22号は、最盛期に920hPaと、2004年の台風の中ではトップクラスの台風である。衰弱前に直撃を受けた伊豆半島では石廊崎で最大瞬間風速67.6m/sを観測するなど、大きな爪あとを残した。関東縦断時には、小型だったために勢力を維持できず、急速に衰弱した。そのために、静岡県では大災害となったが、関東地方では大きな被害にならずに済んだ。死者は8名、行方不明者は3名、負傷者は167名と、人的にも大規模な被害を受けた。前線と複合して大雨となったため、静岡県と関東南部では、がけ崩れや浸水被害も少なくはなかった。横浜市では、駐車中のトラックが次々に強風によって横転し、積み重なるという被害も発生した。土砂災害発生は、9日・10日の2日間で196件が記録されている。住家全壊167戸、半壊244戸、一部損壊4495戸、床上浸水1247戸、床下浸水3592戸、非住家被害1207件。

### 主な被災地
- 静岡県伊豆市…台風の上陸地。修善寺温泉は狩野川水系の支流である桂川（修善寺川）の氾濫により一時営業停止になる[13]。修善寺温泉のシンボル独鈷の湯が土砂に埋まり姿を消した。また、壊滅した旅館を地元の中学生が修復ボランティアにあたった（独鈷の湯はその後再建されている）。9日午後4時、浜井場地区で土砂災害が発生、死者1名、家屋全壊2棟[12]。
- 静岡県伊東市…宇佐美地区が竜巻・土砂崩れにより壊滅的被害を受ける[14]。
- 静岡県南伊豆町…最大瞬間風速67.6m/sを記録し、数々の風害を受ける[15]。
- 神奈川県横浜市金沢区…2トントラックなど38台が横転[2]。ダウンバーストのような突風が吹いた可能性よりも台風通過時に発生した東風が原因である可能性が示唆された。
- 神奈川県横浜市西区…JR横浜駅西口付近の帷子川が氾濫、飲食店街地下部分が水没。
- 神奈川県横浜市中区…10月9日午後5時55分頃、京急本線日ノ出町駅付近の野毛山トンネル上部の斜面が崩落し、京急線はしばらく不通となる[14]。下り線の架線が切れ、線路とプラットホームの一部が土砂で埋まった。崩落約20分前に全線で運転を見合わせる指令が出されており、人的被害はなかった[16]。
- 神奈川県鎌倉市[9]
- 東京都千代田区…中央線の四ツ谷駅〜市ケ谷駅間で斜面の崩落により、高尾方面行きの快速列車が不通になる[9][15]。
- 東京都港区・渋谷区など…雨水が集中した地下鉄南北線の麻布十番駅構内やJR渋谷駅前などが冠水[15][17]。麻布十番駅では、南北線の線路までも冠水したことで不通となる[17]。また、このほかにも都内各地で冠水が発生[15][17]。

### その他の影響
三重県鈴鹿サーキットで10月9日（土曜日）に開催予定だった自動車のF1日本グランプリの予選が、台風の接近による荒天を警戒して翌10日午前に延期されることになり、予選・決勝とも日曜日に開催されるというF1史上初の事態となった（実際に、9日には大雨により会場の一部が浸水するなどの影響が出た）。
2004年10月9日放送の「めちゃ×2イケてるッ!SP」では、関東地方に台風が直撃し在宅率が高かったことも相まって、関東地区では本番組の過去最高視聴率（33.2%）を叩き出した。